# ریچارد ویکهام
ریچارد ویکهام، (به انگلیسی: Richard Wickham)، ریچارد ویکهام یک کارگزاران شرکت بریتانیایی هند شرقی (EIC) بود که در سال‌های ۱۶۱۳ تا ۱۶۱۸ در ژاپن اقامت داشت.
در سال ۱۶۱۴، او ویلیام آدامز (دریانورد) را در سفر به آیوتایا (سیام) همراهی کرد. در راه بازگشت به ژاپن، آنها برای تدارکات و تعمیرات در ناها توقف کردند، اما علیرغم مجوز مهر قرمز آدامز از شوگون‌سالاری توکوگاوا، که او را به عنوان یک تاجر مجاز نشان می‌داد و به او حق داشتن خدمات خاصی را می‌داد، انگلیسی‌ها مخالفت کردند. ریچارد کوکز، مدیر پایگاه تجاری EIC در هیرادو، سپس از طرف آنها به شیمازو ایهیسا شکایت کرد، اما مشخص نیست که نتیجه این شکایت چه بوده‌است. ویکهام سال بعد، در سال ۱۶۱۹، در باتاویا درگذشت.